# گورنگا ترناوا (توپولا)
گورنگا ترناوا (به صربی: Gornja Trnava) یک منطقهٔ مسکونی در صربستان است که در توپولا واقع شده‌است. گورنگا ترناوا ۱٬۷۳۶ نفر جمعیت دارد.